# Kunst im öffentlichen Raum in Werdohl
Kunst im öffentlichen Raum in Werdohl umfasst öffentlich zugängliche Plastiken, Skulpturen, Brunnen, Wandmalereien, Mosaike und Graffiti im Gebiet der sauerländischen Stadt Werdohl. Die nachstehende Liste von Kunstwerken im öffentlichen Raum ist nicht vollständig. Sie wird kontinuierlich ergänzt.

## Liste
| Bild           | Titel/Bezeichnung                       | Standort                         | Künstler                       | Entstehung | Anmerkungen |
| -------------- | --------------------------------------- | -------------------------------- | ------------------------------ | ---------- | --- |
| weitere Bilder | Schweinegruppe                          | Busenhof Lage                    | Peter Klassen und Sven Klassen | 1992       | Die lebensgroßen Skulpturen aus Kupferblech stellen Vater und Sohn dar, die eine Schweinegruppe in Richtung ehemalige Schweinegasse zu einer Metzgerei treiben. |
|                | Madonna                                 | Busenhof Lage                    | Uwe Pfannschmidt               | 1992       | Bronzeskulptur, die unter dem Oberbegriff „Das Mysterium der Mütter“ geschaffen wurde                                                                           |
|                | Mein Freund Herbert mit der Aktentasche | Busenhof Lage                    | Uwe Pfannschmidt               | 1992       | Bronzeskulptur, die unter dem Oberbegriff „Das Mysterium der Mütter“ geschaffen wurde                                                                           |
|                | Lenneken                                | Bahnhofstraße (Lennebrücke) Lage | Ingo Duisberg                  | 2005       | Brückenfigur |
| weitere Bilder | Alfred-Colsman-Denkmal                  | Freiheitsstraße                  |                                |            | Gedenkstein für Alfred Colsman |
|                |                                         | Goethestraße (Lenneufer) Lage    |                                |            | |